# 並山王
並山王（なみやまおう、生没年不詳）は、平安時代初期から前期にかけての皇族。官位は従五位上・紀伊守。

## 経歴
仁明朝の承和11年（844年）従五位下・斎宮頭に叙任されると、承和12年（845年）内膳正、承和15年（848年）中務大輔と京官を歴任し、仁明朝末の嘉祥2年（849年）従五位上に叙せられる。翌嘉祥3年（850年）仁明天皇崩御後の初七日では加賀守・正行王らとともに来定寺使を務めた。
文徳朝でも、仁寿2年（852年）内匠頭、斉衡4年（857年）少納言と引き続き京官を務める。
清和朝の貞観元年（859年）恬子内親王が斎宮に卜定されたことを告げるために伊勢太神宮に派遣された。翌貞観2年（860年）紀伊守として地方官となるが、在職中の貞観5年（863年）期限を過ぎても前紀伊介・山口西成の放還不与状を報告しなかったことから、王は公廨稲の没収処分を受けている。

## 官歴
『六国史』による。
- 時期不詳：正六位上
- 承和11年（844年） 正月7日：従五位下。2月8日：斎宮頭
- 承和12年（845年） 8月7日：内膳正
- 承和15年（848年） 2月14日：中務大輔
- 嘉祥2年（849年） 正月7日：従五位上
- 仁寿2年（852年） 2月15日：内匠頭
- 斉衡4年（857年） 2月16日：少納言
- 貞観2年（860年） 3月20日：紀伊守
- 貞観5年（863年） 2月15日：没公廨